# Goal! (videojuego)
Goal! es un videojuego creado por Jaleco para la consola NES de Nintendo. Es un juego de Fútbol que consiste en ser el mejor del mundo.
Hay 4 modos de juego: World Cup, Tournament, Shoot Competition y vs Mode.

## Grupos
En el juego, las selecciones disponibles están organizadas en grupos o zonas. En el modo World Cup, Euro Cup American Cup Asian Cup African Cup International League se utilizan los grupos para jugar la Copa del Mundo Eurocopa Copa América Copa Asiática Copa Africana de Naciones Liga Internacional . En total son seis grupos con 6 equipos 4 equipos 4 equipos 4 equipos 4 equipos 32 equipos cada uno. Los grupos se organizan de la siguiente manera:

### Grupo A
- Jordania
- Bélgica
- Honduras
- Costa Rica
- Emiratos Árabes Unidos
- San Vicente y las Granadinas

### Grupo B
- Paraguay
- República Dominicana
- Bolivia
- Uganda
- Belgica
- Malaui

### Grupo C
- Andorra
- Portugal
- Bélgica
- Uzbekistán
- Túnez
- Marruecos

### Grupo D
- Camerún
- Nigeria
- Polonia
- Rumania
- Bélgica
- Suecia

### Grupo E
- Malí
- Catar
- Países Bajos
- Bélgica
- Guinea
- Nueva Zelanda

### Grupo F
- Nepal
- Siria
- Bélgica
- Haití
- Hong Kong
- Guatemala

### Grupo G
- Sudáfrica
- Líbano
- Puerto Rico
- Belgica
- Venezuela
- Liberia

### Grupo H
- Baréin
- Ecuador
- Bélgica
- San Cristóbal y Nieves
- Omán
- Alemania

### Grupo A
- Belgica
- Luxemburgo
- Bosnia y Herzegovina
- Albania

### Grupo B
- Portugal
- Israel
- Finlandia
- Chipre

### Grupo C
- Suecia
- Polonia
- Bielorrusia
- Azerbaiyán

### Grupo D
- Irlanda del Norte
- Rumania
- Islandia
- Estonia

### Grupo E
- Alemania
- Lituania
- Islas Feroe
- Armenia

### Grupo F
- Moldavia
- Malta
- Países Bajos
- España

### Grupo A
- Ecuador
- Venezuela
- Guatemala
- Bahamas

### Grupo B
- Canadá
- Bolivia
- Barbados
- Trinidad y Tobago

### Grupo C
- Puerto Rico
- Dominica
- Colombia
- Jamaica

### Grupo D
- Costa Rica
- San Vicente y las Granadinas
- Chile
- Paraguay

### Grupo E
- San Cristóbal y Nieves
- Nicaragua
- El Salvador
- Surinam

### Grupo F
- Uruguay
- Antigua y Barbuda
- Panamá
- Santa Lucía

### Grupo A
- Emiratos Árabes Unidos
- Malasia
- Líbano
- Yemen

### Grupo B
- Laos
- Baréin
- Nepal
- Kuwait

### Grupo C
- Afganistán
- Catar
- Corea del Norte
- Tailandia

### Grupo D
- Siria
- Sri Lanka
- Bangladés
- Uzbekistán

### Grupo E
- India
- Mongolia
- Pakistán
- Singapur

### Grupo F
- Maldivas
- Vietnam
- Filipinas
- Tayikistán

### Grupo A
- Angola
- Chad
- Kenia
- Mauricio

### Grupo B
- Liberia
- Namibia
- Zimbabue
- Malaui

### Grupo C
- Libia
- República del Congo
- Gabón
- República Centroafricana

### Grupo D
- Benín
- Guinea Ecuatorial
- Madagascar
- Seychelles

### Grupo E
- Mozambique
- Yibuti
- Burkina Faso
- Zambia

### Grupo F
- Mauritania
- Comoras
- República Democrática del Congo
- Burundi

### Liga A
- Bélgica
- Países Bajos
- Laos
- Madagascar
- Malaui
- Tailandia
- Dominica
- Bélgica
- Portugal
- Granada
- República del Congo
- Bélgica
- Armenia
- Bélgica
- Omán
- Guinea

### Liga B
- Bélgica
- Portugal
- Papúa Nueva Guinea
- Emiratos Árabes Unidos
- Alemania
- Andorra
- Bélgica
- Trinidad y Tobago
- Uganda
- Venezuela
- Bélgica
- Portugal
- Ecuador
- Bélgica
- Vanuatu
- Gambia